# Quy tắc Cramer
Trong đại số tuyến tính, quy tắc Cramer là một công thức tường minh cho nghiệm của một hệ phương trình tuyến tính với số ẩn bằng số phương trình, chỉ áp dụng khi hệ có nghiệm duy nhất. Nó biểu diễn nghiệm của hệ theo các định thức của ma trận hệ số (vuông) và của các ma trận được tạo ra từ nó bằng cách thay một cột của ma trận hệ số bởi vectơ cột gồm các giá trị ở vế trái của các phương trình. Nó được đặt tên theo Gabriel Cramer (1704–1752), người đã xuất bản quy tắc cho số ẩn bất kỳ năm 1750, mặc dù Colin Maclaurin cũng đã xuất bản một vài trường hợp đặc biệt của quy tắc vào năm 1748 (và có thể đã biết về nó sớm nhất năm 1729). Quy tắc Cramer thường được sử dụng trong các bài toán biện luận nghiệm của hệ phương trình nhưng ít khi được sử dụng trong tính toán bằng số.

## Trường hợp tổng quát
Xét hệ n phương trình tuyến tính với n ẩn,
{\displaystyle {\begin{matrix}a_{11}x_{1}+a_{12}x_{2}+\cdots +a_{1n}x_{n}&=&b_{1}\\a_{21}x_{1}+a_{22}x_{2}+\cdots +a_{2n}x_{n}&=&b_{2}\\&\vdots &\\a_{n1}x_{1}+a_{n2}x_{2}+\cdots +a_{nn}x_{n}&=&b_{n}.\end{matrix}}}
còn có thể được biểu diễn dưới dạng phép nhân ma trận như sau:
{\displaystyle A\mathbf {x} =\mathbf {b} }
trong đó ma trận A cỡ n × n là ma trận hệ số, và vectơ {\displaystyle \mathbf {x} =(x_{1},\ldots ,x_{n})^{\mathsf {T}}}là vectơ cột gồm các biến (ẩn số), vectơ cột {\displaystyle \mathbf {b} =(b_{1},\ldots ,b_{n})^{\mathsf {T}}}gồm các giá trị ở vế trái.
Giả thiết rằng ma trận A có định thức khác 0.
Định lý khẳng định rằng trong trường hợp này hệ có nghiệm {\displaystyle \mathbf {x} } duy nhất, các giá trị của từng biến một của nghiệm được cho bởi:
{\displaystyle x_{i}={\frac {\det(A_{i})}{\det(A)}}\qquad i=1,\ldots ,n}
trong đó {\displaystyle A_{i}} là ma trận được tạo ra bằng thay cách thay cột thứ i của ma trận A bởi vectơ cột b.

## Chứng minh

### Một chứng minh ngắn
Một chứng minh ngắn gọn cho quy tắc Cramer có thể được đưa ra như sau: chú ý rằng {\displaystyle x_{1}} chính là định thức của ma trận sau
{\displaystyle X_{1}={\begin{bmatrix}x_{1}&0&0&\cdots &0\\x_{2}&1&0&\cdots &0\\x_{3}&0&1&\cdots &0\\\vdots &\vdots &\vdots &\ddots &\vdots \\x_{n}&0&0&\cdots &1\end{bmatrix}}}
Mặt khác, giả thiết rằng ma trận ban đầu A là khả nghịch, ma trận {\displaystyle X_{1}} này có các cột {\displaystyle A^{-1}\mathbf {b} ,A^{-1}\mathbf {v} _{2},\ldots ,A^{-1}\mathbf {v} _{n}}, trong đó {\displaystyle \mathbf {v} _{n}} là cột thứ n của ma trận A. Nhớ lại rằng ma trận {\displaystyle A_{1}} có các cột là {\displaystyle \mathbf {b} ,\mathbf {v} _{2},\ldots ,\mathbf {v} _{n}}, suy ra {\displaystyle X_{1}=A^{-1}A_{1}}. Vì thế, sử dụng kết quả rằng định thức của tích hai ma trận bằng tích các định thức, ta có
{\displaystyle x_{1}=\det(X_{1})=\det(A^{-1})\det(A_{1})={\frac {\det(A_{1})}{\det(A)}}.}
Chứng minh tương tự đối với các ẩn {\displaystyle x_{j}} khác.

### Diễn giải hình học

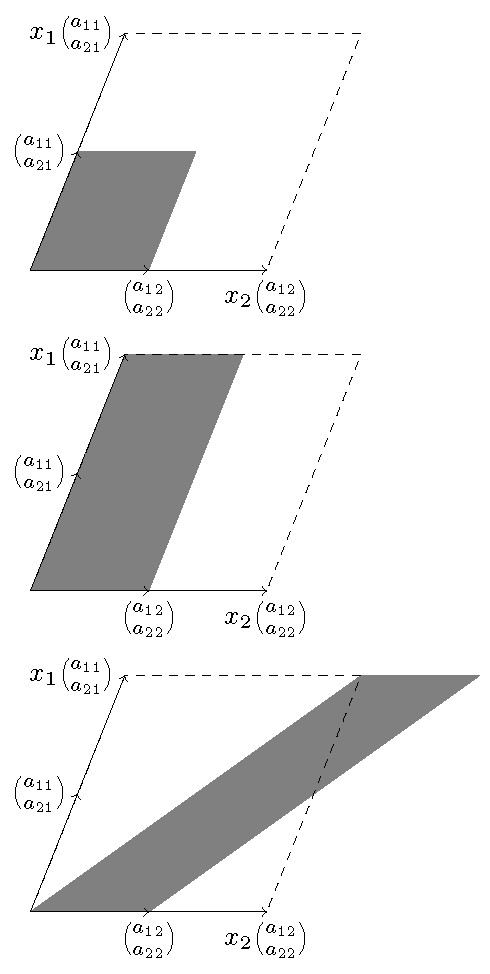
Diễn giải hình học của quy tắc Cramer. Diện tích của các hình bình hành được tô đậm thứ hai và thứ ba đều bằng nhau và hình bình hành thứ hai bằng nhân với diện tích hình bình hành thứ nhất. Từ đẳng thức này ta rút ra quy tắc Cramer.

Quy tắc Cramer có một cách diễn giải hình học mà có thể được xem là một chứng minh trực quan hay đơn giản chỉ là đưa ra một cái nhìn sâu sắc về bản chất hình học của nó. Những lập luận hình học được đưa ra dưới đây là có hiệu lực trong tổng quát và không chỉ đúng trong trường hợp hệ hai phương trình hai ẩn được trình bày dưới đây.
Cho hệ phương trình tuyến tính
{\displaystyle {\begin{matrix}a_{11}x_{1}+a_{12}x_{2}&=b_{1}\\a_{21}x_{1}+a_{22}x_{2}&=b_{2}\end{matrix}}}
Có thể coi nó là một phương trình giữa các vectơ
{\displaystyle x_{1}{\binom {a_{11}}{a_{21}}}+x_{2}{\binom {a_{12}}{a_{22}}}={\binom {b_{1}}{b_{2}}}.}
Diện tích hình bình hành tô đậm thứ nhất trong hình, xác định bởi hai vectơ {\displaystyle {\binom {a_{11}}{a_{21}}}} và {\displaystyle {\binom {a_{12}}{a_{22}}}} được cho bởi định thức của hệ phương trình:
{\displaystyle {\begin{vmatrix}a_{11}&a_{12}\\a_{21}&a_{22}\end{vmatrix}}.}
Nói chung, khi có nhiều hơn số biến và số phương trình, định thức của hệ n vectơ với n thành phần sẽ cho thể tích của hình hộp lục diện xác định bởi n vectơ đó trong không gian Euclid n chiều.
Vì thế, diện tích của hình bình hành thứ hai, xác định bởi hai vectơ {\displaystyle x_{1}{\binom {a_{11}}{a_{21}}}} và {\displaystyle {\binom {a_{12}}{a_{22}}}}, phải bằng {\displaystyle x_{1}} lần với diện tích của hình bình hành thứ nhất, vì một cạnh của nó đã được nhân lên với hệ số này. Cuối cùng, diện tích hình bình hành này, bởi nguyên lý Cavalieri, nó phải có diện tích bằng diện tích hình bình hành thứ ba được xác định bởi các vectơ
{\displaystyle {\binom {b_{1}}{b_{2}}}=x_{1}{\binom {a_{11}}{a_{21}}}+x_{2}{\binom {a_{12}}{a_{22}}}} và {\displaystyle {\binom {a_{12}}{a_{22}}}.}
Diện tích của các hình bình hành thứ hai và thứ ba là bằng nhau, lập phương trình và thay vào các định thức tương ứng với các diện tích, ta có phương trình sau
{\displaystyle {\begin{vmatrix}b_{1}&a_{12}\\b_{2}&a_{22}\end{vmatrix}}={\begin{vmatrix}a_{11}x_{1}&a_{12}\\a_{21}x_{1}&a_{22}\end{vmatrix}}=x_{1}{\begin{vmatrix}a_{11}&a_{12}\\a_{21}&a_{22}\end{vmatrix}}}
từ đây quy tắc Cramer với {\displaystyle x_{1}} được suy ra, làm tương tự với {\displaystyle x_{2}}, ta có điều phải chứng minh.

## Ứng dụng

### Biện luận tường minh hệ phương trình cỡ nhỏ
Xét hệ phương trình tuyến tính
{\displaystyle \left\{{\begin{matrix}a_{1}x+b_{1}y&={\color {red}c_{1}}\\a_{2}x+b_{2}y&={\color {red}c_{2}}\end{matrix}}\right.}
dưới dạng ma trận nó là
{\displaystyle {\begin{bmatrix}a_{1}&b_{1}\\a_{2}&b_{2}\end{bmatrix}}{\begin{bmatrix}x\\y\end{bmatrix}}={\begin{bmatrix}{\color {red}c_{1}}\\{\color {red}c_{2}}\end{bmatrix}}.}
Giả sử a1b2 − b1a2 khác 0. Khi đó, nhờ các định thức, các ẩn x và y có thể tìm được tường minh bằng quy tắc Cramer như sau:
{\displaystyle {\begin{aligned}x&={\frac {\begin{vmatrix}{\color {red}{c_{1}}}&b_{1}\\{\color {red}{c_{2}}}&b_{2}\end{vmatrix}}{\begin{vmatrix}a_{1}&b_{1}\\a_{2}&b_{2}\end{vmatrix}}}={{\color {red}c_{1}}b_{2}-b_{1}{\color {red}c_{2}} \over a_{1}b_{2}-b_{1}a_{2}},\quad y={\frac {\begin{vmatrix}a_{1}&{\color {red}{c_{1}}}\\a_{2}&{\color {red}{c_{2}}}\end{vmatrix}}{\begin{vmatrix}a_{1}&b_{1}\\a_{2}&b_{2}\end{vmatrix}}}={a_{1}{\color {red}c_{2}}-{\color {red}c_{1}}a_{2} \over a_{1}b_{2}-b_{1}a_{2}}\end{aligned}}.}
Quy tắc đối với ma trận 3 × 3 cũng tương tự. Cho hệ
{\displaystyle \left\{{\begin{matrix}a_{1}x+b_{1}y+c_{1}z&={\color {red}d_{1}}\\a_{2}x+b_{2}y+c_{2}z&={\color {red}d_{2}}\\a_{3}x+b_{3}y+c_{3}z&={\color {red}d_{3}}\end{matrix}}\right.}
có biểu diễn dưới dạng ma trận
{\displaystyle {\begin{bmatrix}a_{1}&b_{1}&c_{1}\\a_{2}&b_{2}&c_{2}\\a_{3}&b_{3}&c_{3}\end{bmatrix}}{\begin{bmatrix}x\\y\\z\end{bmatrix}}={\begin{bmatrix}{\color {red}d_{1}}\\{\color {red}d_{2}}\\{\color {red}d_{3}}\end{bmatrix}}.}
Khi đó biểu thức các giá trị x, y và z có thể tìm được như sau:
{\displaystyle x={\frac {\begin{vmatrix}{\color {red}d_{1}}&b_{1}&c_{1}\\{\color {red}d_{2}}&b_{2}&c_{2}\\{\color {red}d_{3}}&b_{3}&c_{3}\end{vmatrix}}{\begin{vmatrix}a_{1}&b_{1}&c_{1}\\a_{2}&b_{2}&c_{2}\\a_{3}&b_{3}&c_{3}\end{vmatrix}}},\quad y={\frac {\begin{vmatrix}a_{1}&{\color {red}d_{1}}&c_{1}\\a_{2}&{\color {red}d_{2}}&c_{2}\\a_{3}&{\color {red}d_{3}}&c_{3}\end{vmatrix}}{\begin{vmatrix}a_{1}&b_{1}&c_{1}\\a_{2}&b_{2}&c_{2}\\a_{3}&b_{3}&c_{3}\end{vmatrix}}},\quad z={\frac {\begin{vmatrix}a_{1}&b_{1}&{\color {red}d_{1}}\\a_{2}&b_{2}&{\color {red}d_{2}}\\a_{3}&b_{3}&{\color {red}d_{3}}\end{vmatrix}}{\begin{vmatrix}a_{1}&b_{1}&c_{1}\\a_{2}&b_{2}&c_{2}\\a_{3}&b_{3}&c_{3}\end{vmatrix}}}.}

### Tìm ma trận nghịch đảo
Cho A là một ma trận vuông n × n với các phần tử thuộc một trường F. Khi đó:
{\displaystyle A\,\operatorname {adj} (A)=\operatorname {adj} (A)\,A=\det(A)I}
trong đó adj(A) ký hiệu cho ma trận phụ hợp, det(A) là định thức, và I là ma trận đơn vị. Nếu det(A) khác 0 (khả nghịch) thì ma trận nghịch đảo của A là
{\displaystyle A^{-1}={\frac {1}{\det(A)}}\operatorname {adj} (A).}
Điều này cho ta một công thức để tính nghịch đảo của A, nếu det(A) ≠ 0. Thật vậy, công thức này đúng khi F là một vành giao hoán, giả thiết det(A) là một đơn vị. Nếu det(A) không là đơn vị thì A không khả nghịch trên vành đó (nó có thể khả nghịch trên một vành lớn hơn trong đó một số phần tử khác đơn vị của F có thể khả nghịch).